# 789 Lena
789 Lena (mednarodno ime je tudi 789 Lena) je asteroid tipa X (po SMASS) v glavnem asteroidnem pasu. 
Pripada družini Evnomija.

## Odkritje
Asteroid je odkril ruski astronom Grigorij Nikolajevič Neujmin (1886 – 1946) 24. junija 1914 v kraju Simeis na Krimu.. Poimenovan je po materi odkritelja Eleni Petrovni Neujmin.

## Lastnosti
Asteroid Lena obkroži Sonce v 4,40 letih. Njegova tirnica ima izsrednost 0,147, nagnjena pa je za 10,803° proti ekliptiki . 
Pripada družini Evnomija v kateri so asteroidi tipa S. Asteroid Lena verjetno  nima istega izvora kot ostali člani družine. Predvidevajo, da je vsiljivec.
Ima nenavadno obliko svetlobne krivulje, ki kaže na to, da se zelo počasi vrti (malo več kot 22 ur potrebuje za en obrat). Možno je tudi, da ima zelo nepravilno obliko.